# Whitehall (New York)
Whitehall is een plaats (town) in Washington County in de Amerikaanse staat New York en maakt deel uit van het grootstedelijk gebied Glens Falls. De plaats telde in 2000 4.035 inwoners. Toen de stad in 1759 werd gesticht heette zij Skenesborough.
De plaats grenst in het noorden aan Vermont. Het Champlainkanaal passeert de stad in het westen. Whitehall heeft een oppervlakte van 158,2 km² (58,5 mijl²), waarvan 57,6 mijl² land is en de rest water.